# Wockninsee
Der Wockninsee liegt östlich von Ückeritz im Landkreis Vorpommern-Greifswald auf der Insel Usedom.

## Geschichte
Der weitgehend verlandete flache Strandsee entstand durch eine Nehrung, die eine Bucht von der Ostsee abtrennte. Er befindet sich am Nordwestrand des Zungenbeckens der sogenannten Pudaglapforte, einer feuchten Niederung, die sich zwischen Pudagla, Achterwasser und Schmollensee erstreckt. Das Gebiet des früher wahrscheinlich um 50 Hektar großen Sees wird über den im 18. Jahrhundert angelegten Aalgraben ins Achterwasser entwässert. Die Größen der beiden restlichen Wasserflächen, die durch Röhricht voneinander getrennt sind, betragen etwa 6,4 und 0,8 Hektar. Die Wassertiefen liegen zwischen 1 und 2 Metern, wobei das ursprüngliche mit Schlammschichten gefüllte Seebecken bis 15 Meter tief ist.
In einer Urkunde des Herzogs Wartislaw IV. von Pommern von 1317 wurde ein Krug in der Nähe des Wockenynsees erwähnt, der Reisenden als Herberge diente, die den Strand als damals einzigen durchgehenden Landweg nutzten. Dieser befand sich im Gebiet des Klosters Grobe und war im 14. Jahrhundert verfallen. Bogislaw VI. bestätigte 1388 den Pachtvertrag zwischen dem Kloster und Hinrik Netzebant, der den Krug wieder aufbaute.
In der Karte der Schwedischen Landesaufnahme von 1693 ist der damals noch wesentlich größere See verzeichnet. Er grenzte im Osten, Westen und Süden an Laubbruchwald. Im Westen und Norden schloss sich mit Eichen und Buchen vermischter Kiefernwald an. Durch die Anlage des Aalbaches wurde der Seespiegel abgesenkt und es entstanden inzwischen bewaldete Schwingmoordecken. Bis 1960 nutzte man gerodete Flächen an der Westseite als Grünland. Seit den 1960er Jahren wurden Abwässer eines anliegenden Campingplatzes in das Gewässer geleitet.

## Naturschutz
Am 21. März 1958 wurde der Wockninsee zum Naturschutzgebiet erklärt. Dieses hat eine Größe von 49,5 Hektar. Zweck ist der Schutz des verlandenden Sees mit seinen Schwingmoordecken und Schwingmoorbereichen. Am See befindet sich ein 2,5 Kilometer langer Naturlehrpfad, der am Ückeritzer Zeltplatz beginnt. Hervorhebenswert ist das Vorkommen der Europäischen Sumpfschildkröte. Das sehr klare Wasser des Wockninsees beherbergt diverse Algenarten und stellt ein wichtiges Laichgebiet für Amphibien wie den Springfrosch oder den Teichmolch dar. Brutvögel im Gebiet sind Haubentaucher, Zwergtaucher, Kranich und Graugans. Der Zustand des Naturschutzgebiets wird als gut eingeschätzt, da sich die Flächen weitgehend ungestört entwickeln können.